# 2021年香港立法會選舉民意調查
以下是2021年香港立法會選舉的香港民意研究所民意調查結果。

## 調查結果
本文採用由香港民意研究所整理的民調數據（除去不投票或未決定等的百分比）。是次選舉將首度暫停1995年以來一直進行的滾動民調。但仍會進行3次電話抽樣調查及4次網上調查。3次電話抽樣調查結果分別在11月23日、12月3日及17日公佈。